# Gallicolombe de Wetar
Pampusana hoedtii
Espèce
Statut de conservation UICN

 EN A2cd+3cd+4cd : En danger
La Gallicolombe de Wetar (Pampusana hoedtii) est une espèce d'oiseaux de la famille des colombidés.

## Description
La Gallicolombe de Wetar mesure environ 27 cm. Chez le mâle, la tête est bleu-gris, la gorge et la poitrine sont blanches. Le ventre est noir. Le dos et le croupion sont roux. Les plumes de la queue sont brun olive. Une tâche violette est présente sur les plumes. Les pattes sont rouges et le bec est noir. La tête, le cou et la poitrine de la femelle sont roux. Les parties supérieures et le ventre sont brun olive.

## Répartition
Elle est endémique dans les îles de Wetar et Timor en Indonésie.

## Habitat
Elle habite les forêts humides de plaine et les forêts sèches subtropicales et tropicales.
Elle est menacée par la perte de son habitat et par la chasse.